# Marguerite Bellanger

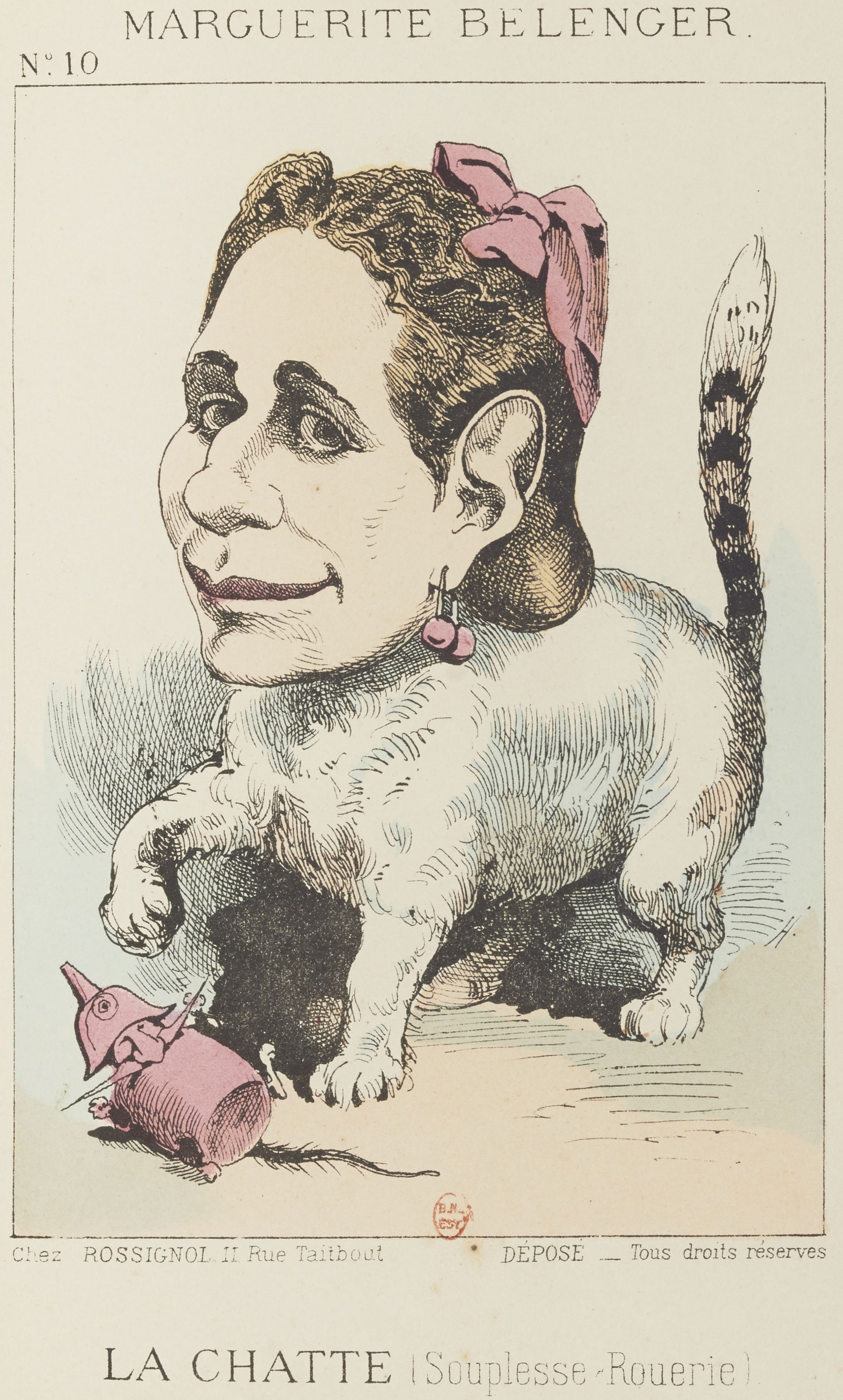
Marguerite Bellanger i karikatyr av Paul Hadol.

Marguerite Bellanger, född 1838, död 1886, var en fransk skådespelare och kurtisan. Hon var en uppmärksammad personlighet under sin tid och även känd för sitt förhållande med kejsar Napoleon III av Frankrike. Hon har kallats för den av de mest berömda demimonderna under andra kejsardömet.

## Biografi
Bellanger var född i en fattig familj i Saumur och arbetade från 15 års ålder som tvätterska. Hon lämnade sin hemtrakt då hon inledde ett förhållande med en kringresande cirkusartist, och debuterade så småningom som skådespelare i Paris under namnet Marguerite Bellanger – hon hade tagit efternamnet efter en morbror. 
Marguerite Bellanger ansågs inte ha någon större talang som skådespelare, men hennes parallella karriär som kurtisan, som hon inledde 1862, gjorde henne till en av Frankrikes mest välkända personer. Hon beskrivs som robust, gladlynt, godhjärtad och som ett roligt och underhållande sällskap, och hon skapade många vänner med inflytande inom den politiska, konstnärliga och militära världen, för vilka hon gav små fester. 

### Napoleon III:s älskarinna
Bellanger beskrivs som Napoleon III:s sista seriösa förhållande. Sommaren 1863 tros hon ha först till Tuilerierna och presenterats för kejsaren av hans hallick, hans privatsekreterare Mocquard. Vid den tidpunkten hade han inte haft en fast älskarinna sedan sitt förhållande med Marie-Anne Walewska två år tidigare. 
Kejsaren blev allvarligt fäst vid henne och köpte henne ett hus i Passy i Paris och ett hus i Montretour utanför Saint-Cloud. Napoleon III hade dock vid denna tidpunkt blivit för fysiskt utmattad för att kunna fortsätta med sitt aktiva sexualliv, och kollapsade en natt efter sin återkomst från Montretour. 
Kejsarinnan Eugenie ska ha uppfattat honom som utsatt för dödshot och fruktat för sin framtid: om han avled vid denna tidpunkt, skulle andra kejsardömet upplösas. Hon besökte därför Bellanger i Montratour och ska då ha sagt: 
"Mademoiselle, ni kommer att ta livet av kejsaren. Om ni älskar honom, måste ni ge er av imorgon. Det måste få ett slut och jag befaller er att ge er av. Jag ska betala er men ni måste ge er av, nu."
Bellanger svarade: 
"Er make kommer hit för att han är uttråkad och trött - om ni inte vill att han skall komma, så se till att han stannar genom att vara trevlig och snäll, på gott humör, öm." 
Hennes besök uppfattades som en skandal, då en hustru under denna tid förväntades att inte låtsas om en makes otrohet, och inte borde umgås med en älskarinna. 
Relationen med Bellanger uppfattades som särskilt skandalös på grund av hennes klass, en uppfattning Eugenie delade, och den gav upphov till flera publika scener. Bellanger följde med Napoleon III på hans resor och födde 1864 en son, som troddes vara hans: samma år gav kejsaren henne en pension. Scenerna med Eugenie gjorde att Napoleon slutligen avslutade förhållandet 1866.

### Senare liv
Efter monarkins avskaffande 1870 flyttade Marguerite Bellanger till Storbritannien där hon gifte sig med den engelska adelsmannen och militären Louis William Kulbach, Baronet, och ägnade resten av sitt liv åt välgörenhet och ett stillsamt societetsliv.

## Eftermäle
Marguerite Bellanger var under sin tid föremål för en mängd karikatyrer och skildrades ofta i pressen. Hon anses vara inspiration till Emile Zolas Nana. En pralin är också uppkallad efter henne.